# Cestrum laxum
Cestrum laxum är en potatisväxtart som beskrevs av George Bentham. Cestrum laxum ingår i släktet Cestrum och familjen potatisväxter. Inga underarter finns listade i Catalogue of Life.